# Иосиф III (епископ Смоленский)
Епископ Иосиф III — епископ Русской церкви, епископ Смоленский и Брянский.

## Биография
С 1509 года — архимандрит Московского Чудова монастыря.
15 февраля 1515 года хиротонисан во епископа Смоленского, на смену епископу Варсонофию, обвинённому в измене и сношении с поляками во время обороны города.
При епископе Иосифе III Смоленская епархия, до этого более ста лет находившаяся в составе митрополии Литовской, окончательно вошла в состав Московской митрополии.
Ему приписывается основание Смоленского Вознесенского монастыря.
Скончался 22 июня 1532 года (по другим источникам, в 1522 году).